# Ambre Rochard
Ambre Rochard, est une comédienne française née le 9 mars 1995 à Paris. Elle a participé à plusieurs courts métrages et séries télévisées.

## Biographie

### Enfance et formation
Ambre a des origines hollandaises. Elle est bilingue français et anglais. Elle a un baccalauréat littéraire section cinéma. Sa mère, Isabelle Rochard, originaire de Toulouse, est comédienne et professeur de théâtre dans son association Le Jardin Fleuri, une école de théâtre qu'elle a créée à Vincennes en 2000 dont Ambre a été élève à partir de l'âge de 5 ans. Ce fut d'ailleurs sa première formation théâtrale. En septembre 2012, Ambre Rochard intègre l’Académie internationale de comédie musicale (AICOM). Elle est tessiture soprano. Ambre est gauchère. Elle mesure 1,70 m.

### Apparitions télévisées
Le 25 novembre 2017, elle participe à l'émission N'oubliez pas les paroles ! et perd face à Héloïse, avec un score de 14 points.
En 2019, Ambre participe au jeu télévisé musical Together, tous avec moi du groupe M6 où elle fait partie du jury.
Le 15 janvier 2020, elle participe une deuxième fois à l'émission N'oubliez pas les paroles ! et perd face à Margaux avec 60 points, sans possibilité de rattraper son adversaire sur "la même chanson". Elle y revient une troisième fois le 8 janvier 2024 et, là encore, échoue sur "la même chanson" face à Mélanie.

## Filmographie

### Cinéma

#### Longs métrages
- 2001 : Betty Fisher et autres histoires de Claude Miller : la fille du policier
- 2003 : Bon voyage de Jean-Paul Rappeneau : la petite fille
- 2021 : Les Tuche 4 de Olivier Baroux : Apprentie Miss

#### Courts métrages
- 2005 : Le Double de Noëllise Schaëller : Manon
- 2009 : Carcasse de Louise de Premonville : Jacotte
- 2011 : La Veste d'Amandine Maugy : Manon
- 2017 : La Mélodie du Passé de Jérémy Lafar : Julia

### Télévision
- 2004 : Quintette de Jérôme Cornuau : Léa Bosco
- 2005 : Navarro, (épisode Une femme aux abois) de José Pinheiro : Diane Lemaire
- 2005 : Alex Santana, négociateur, (épisode L'Affaire Bordier) de Denis Amar : Amélie
- 2005 : Ils voulaient tuer de Gaulle (Petit Clamart) de Jean-Teddy Filippe : Hélène Bastien
- 2007 : Les Jurés de Bertrand Arthuys : Lucie Langlois
- 2011 : Le Monde à ses pieds de Christian Faure : L'adolescente fan
- 2012 : Wham Bam Scam d'Olivier Ruan : Emma
- 2012 : Le Jour où tout a basculé (épisode Ma mère n'est pas ma mère...) d'Émmanuel Carriau : Alexia
- 2012 : Le Jour où tout a basculé (épisode J'ai découvert qui est mon vrai père) : Chloé
- 2012 : Le Jour où tout a basculé (épisode Mon agent m'a berné) d'Olivier Ruan : Caroline
- 2015 : Petits secrets entre voisins (épisode Chambre à louer) de Luc Chalifour : Marjorie
- 2016 : Une histoire, une urgence (épisode "Entourage toxique") : Loriane Cotinneau
- 2016 - 2018 : Les Mystères de l'amour : Mélanie (Saison 12 à 18)

### Émission de télévision
- 2019 : Together, tous avec moi : juré
- N'oubliez pas les paroles ! : Challenger (trois participations)

### Publicité

#### Spots télévisées
- 2012 : spot de prévention contre l'alcool : la folle
- 2021 :  CIC : la femme haut de la cascade
- 2021 : Pulco : la femme sur le transat

#### Affiches publicitaires
- Petit Bateau
- Babybotte
- EDF-GDF
- SNCF

## Théâtre
- 2014 : La Belle au bois dormant, que veillent les fées ... : la Princesse Aurore
- 2017 : La Fée Sidonie : Sidonie
- 2018 : Le Clan des divorcées : Mary Bybowl